# Paguma larvata
Paguma · Pagume, Civette palmiste à masque, Civette masquée
Genre
Espèce
Statut de conservation UICN

 LC  : Préoccupation mineure
Synonymes
- Gulo larvatus Smith, 1827 (Protonyme)
- Viverra larvata Gray, 1832
- Paradoxurus larvatus Gray, 1832

La Pagume (Paguma) est un genre de mammifère carnivore de la famille des viverridés. Il ne continent qu’une seule espèce (Paguma larvata), désignée sous le nom de Civette palmiste à masque ou plus communément sous celui de Civette masquée.

## Dénominations
- Nom scientifique valide : Paguma larvata (Hamilton-Smith], 1827)[1].
- Noms vernaculaires normalisés : en chinois : 果子狸, guǒzilí, en japonais : ハクビシン ; 白鼻芯[2]、白鼻心[3] (Hakubishin?).

- Nom typique en français  : Civette palmiste à masque (JOCE)[4](CITES)[5](de l’anglais Masked Palm civet).
- Noms vulgaires et vernaculaires, couramment utilisés en français : Pagume, civette masquée, civette palmiste, civette palmiste masquée.

## Taxonomie

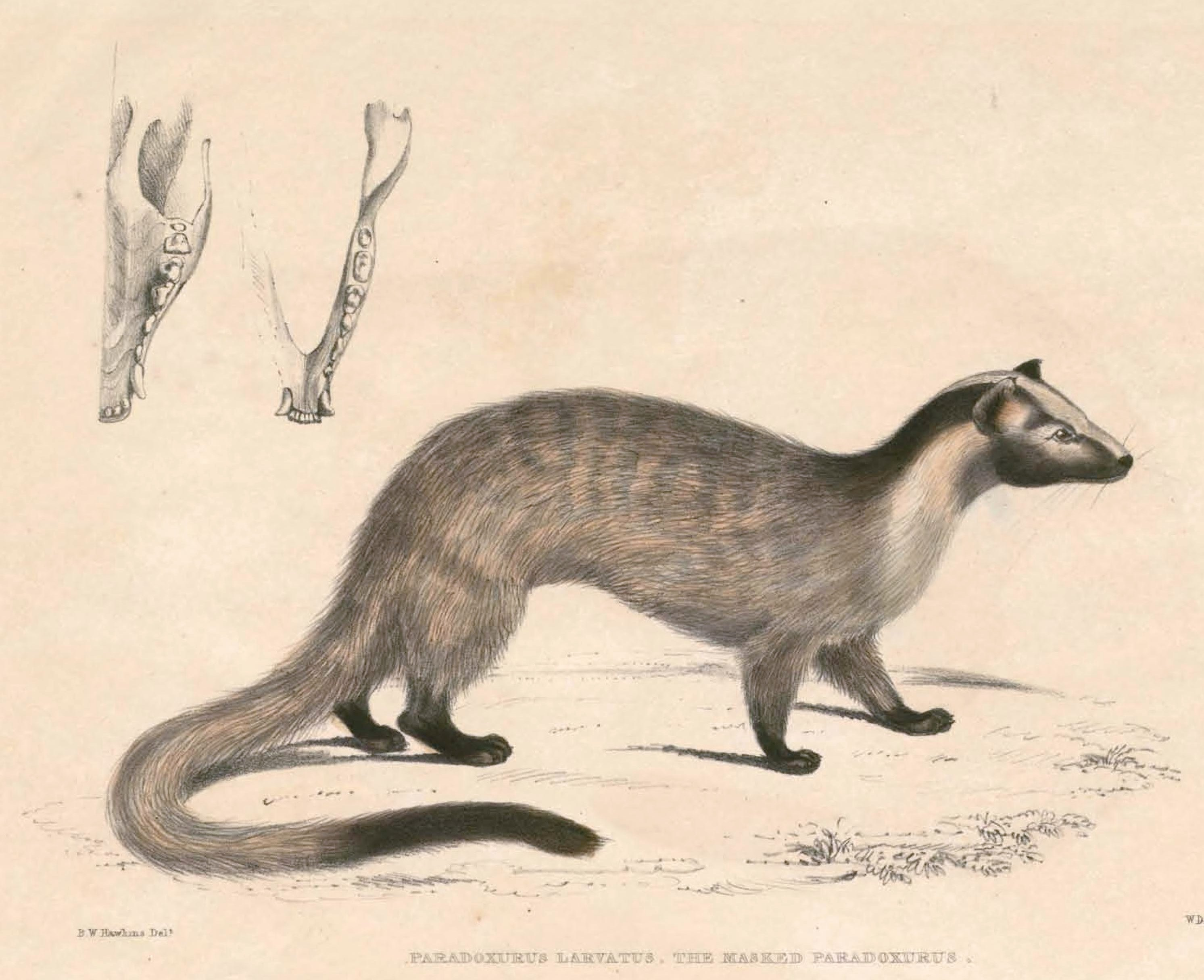
Illustration de l’espèce Paradoxurus larvatus dans le second volume de la zoologie Indienne de Thomas Hardwicke.

Le genre Paguma a été décrit pour la première fois par John Edward Gray en 1831 , peu après la découverte de l’espèce originellement désignée sous le nom de Masked Glutton (Gulo larvatus) par Smith en 1827. Le tout, très succinctement, faisant que cette espèce est considérée comme l'une des plus mystérieuses et mal connues de sa famille.

### Sous-espèces
Plusieurs sous-espèces de Paguma larvata ont été décrites, avec des variations morphologiques observables dans différentes populations. Voici une liste des sous-espèces reconnues :
| Nom et auteur                                                              | Distribution | Description                             | Synonymes                                                                            |
| -------------------------------------------------------------------------- | --- | --------------------------------------- | ------------------------------------------------------------------------------------ |
| Paguma larvata larvata (Charles Edward Hamilton Smith, 1827) (espèce-type) | Chine méridionale | Sous-espèce type, décrite initialement. | reevesi (Matschie, 1907) rivalis (Thomas, 1921)                                      |
| Paguma larvata chichingensis (Wang, 1981)                                  | Montagnes nord-occidentales de la province chinoise du Yunnan |                                         |                                                                                      |
| Paguma larvata grayi (Bennett, 1835)                                       | Xizang méridional (Chine), Népal, Uttar Pradesh |                                         | nipalensis (Hodgson, 1836)                                                           |
| Paguma larvata hainana (Thomas, 1909)                                      | Île de Hainan (Chine) |                                         |                                                                                      |
| Paguma larvata intrudens (Wroughton, 1910)                                 | Guangxi sud-occidental, Guizhou méridional, Sichuan sud-occidental, Xizang oriental, Yunnan (Chine) ; Myanmar nord-oriental, Laos, Vietnam septentrional, Thaïlande occidentale, Cambodge |                                         | vagans (Kloss, 1919) yunalis (Thomas, 1921)                                          |
| Paguma larvata janetta (Thomas, 1928)                                      | Tenasserim méridional |                                         |                                                                                      |
| Paguma larvata jourdanii (Gray, 1837)                                      | Péninsule malaise centrale et méridionale |                                         | aurata (de Blainville, 1842) annectens (Robinson & Kloss, 1917) dore (Jourdan, 1837) |
| Paguma larvata lanigera (Hodgson, 1836)                                    | Xizang méridional (Chine) |                                         | grayi (Wroughton, 1918) laniger (Hodgson, 1841)                                      |
| Paguma larvata leucomystax (Gray, 1837)                                    | Sumatra |                                         |                                                                                      |
| Paguma larvata neglecta (Pocock, 1934)                                     | Sikkim, Bhoutan, Arunachal Pradesh, Assam, Myanmar septentrional |                                         |                                                                                      |
| Paguma larvata nigriceps (Pocock, 1939)                                    | Myanmar septentrional |                                         |                                                                                      |
| Paguma larvata ogilbyi (Fraser, 1846)                                      | Bornéo |                                         | leucocephala (Gray, 1864) rubidus (Blyth, 1858)                                      |
| Paguma larvata robusta (Miller, 1906)                                      | Thaïlande péninsulaire, Koh Yao, Tenasserim, Péninsule malaise septentrionale |                                         |                                                                                      |
| Paguma larvata taivana (Swinhoe, 1862)                                     | Taïwan, Orchid Island, introduite au Japon |                                         |                                                                                      |
| Paguma larvata tytleri (Tytler, 1864)                                      | Îles Andaman, Îles Nicobar |                                         |                                                                                      |
| Paguma larvata wroughtoni (Schwarz, 1913)                                  | Punjab, Kashmir, Uttarakhand |                                         |                                                                                      |

## Description

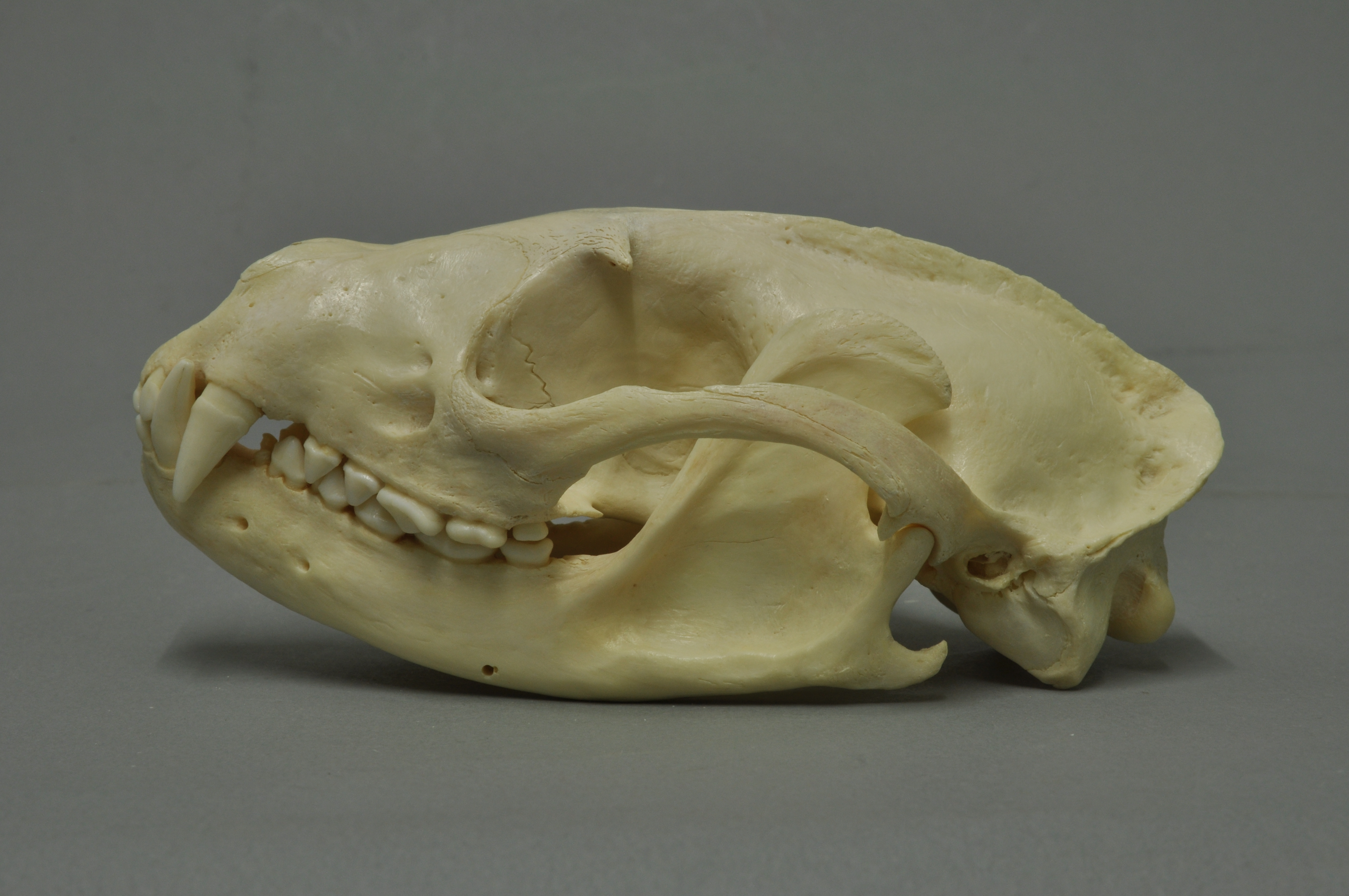
Crâne d’une civette masquée.

### Dimensions
La civette masquée présente une longueur totale d'environ 1,3m, incluant une longueur tête-corps de 51 à 87 cm et une queue mesurant environ 60 cm. Son poids varie généralement entre 3,6 et 5 kg. Au Japon, les femelles pèsent entre 2,5 et 3,3 kg et les mâles entre 2,9 et 3,4 kg. En Chine, les femelles pèsent environ 4,20 kg et les mâles 4,24 kg. En Thaïlande, les femelles pèsent entre 3,4 et 5,2 kg, tandis qu'un mâle étudié pesait 6,2 kg.

### Apparence
Par rapport à de nombreuses autres espèces de viverridés, la fourrure, très variable selon les sous-espèces, est d’une couleur unie sur le corps. Les variations entre les sous-espèces peuvent être relativement importantes, aussi bien dans la couleur du pelage que dans la forme des oreilles et de la queue.
Sa teinte, est jaunâtre, en passant par un ocre-roussâtre à un gris-noirâtre. Chez les individus aux pelage plus clair, la queue et les pattes sont d’une couleur plus foncée, allant du brun au noir. Sa face de couleur noire, possède des motifs blancs plus ou moins marqués formant un masque facial caractéristique; sous la forme d’une rayure verticale blanche sur le front ; ainsi que d’une marque circulaire autour des yeux, s'étendent latéralement des joues jusqu'aux oreilles. Chez certains individus, ces bandes latérales ont un aspect comparables à des favoris chez l'homme en raison de leur forme et de leur emplacement, remontent sur les joues à partir de la gorge. Ces courbes varient en épaisseur et ont des extrémités qui se terminent soit en petites taches à la base de l'oreille, soit en grandes taches qui entourent la base des deux oreilles à fourrure foncée.Les lèvres, le menton et la gorge sont blancs. Ces motifs descendant sur l'arrière du cou avant de s'arrêter juste sous les omoplates.
La démarche est semi-plantigrade : digitigrade à l’arrière et plantigrade à l’avant, les griffes sont semi-rétractiles et le talon est recouvert de poils.
Les femelles ont deux paires de mamelles et sont généralement plus grandes que les mâles. Les deux sexes ont deux glandes périanales qui produisent une substance nauséabonde.

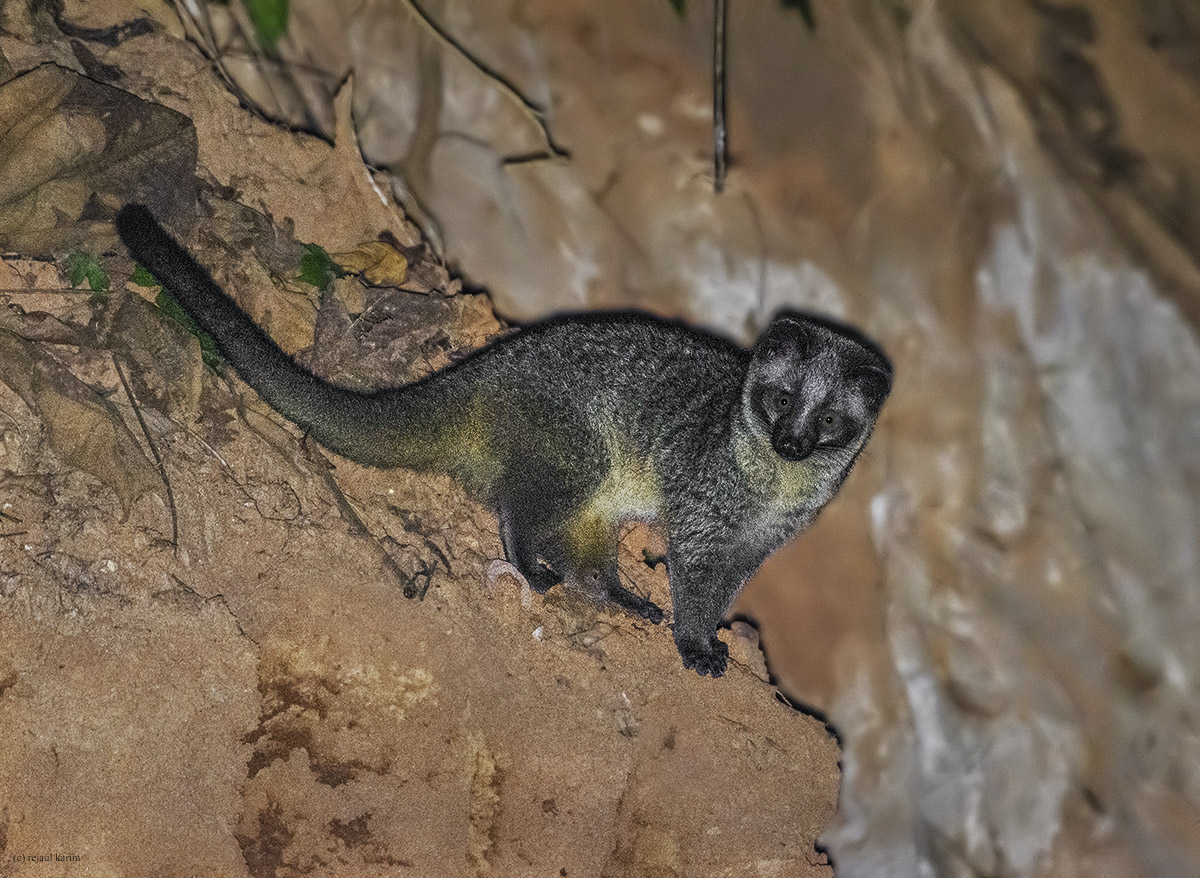
Paguma larvata lanigera à Assam, en Inde
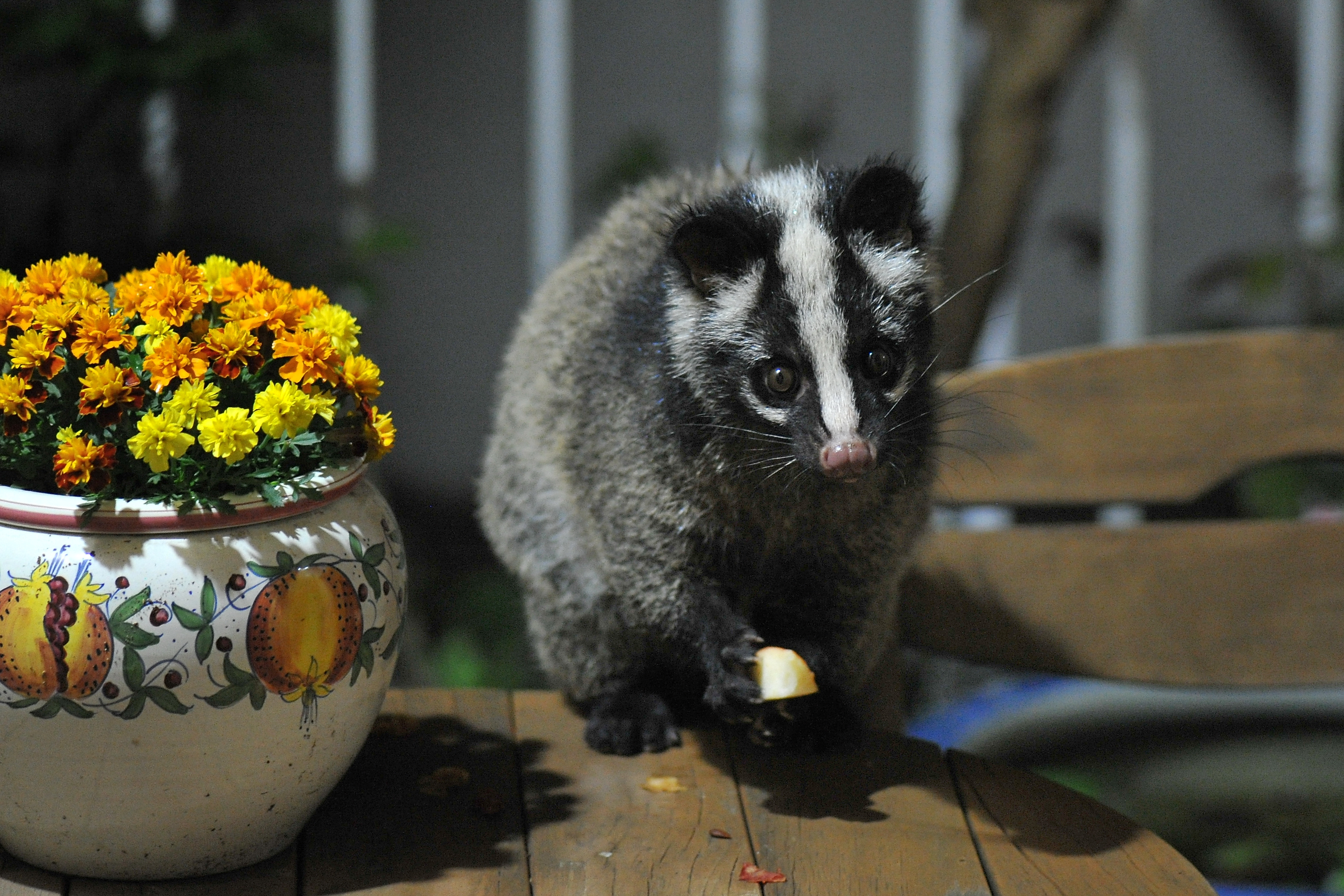
Paguma larvata taiwana au Japon
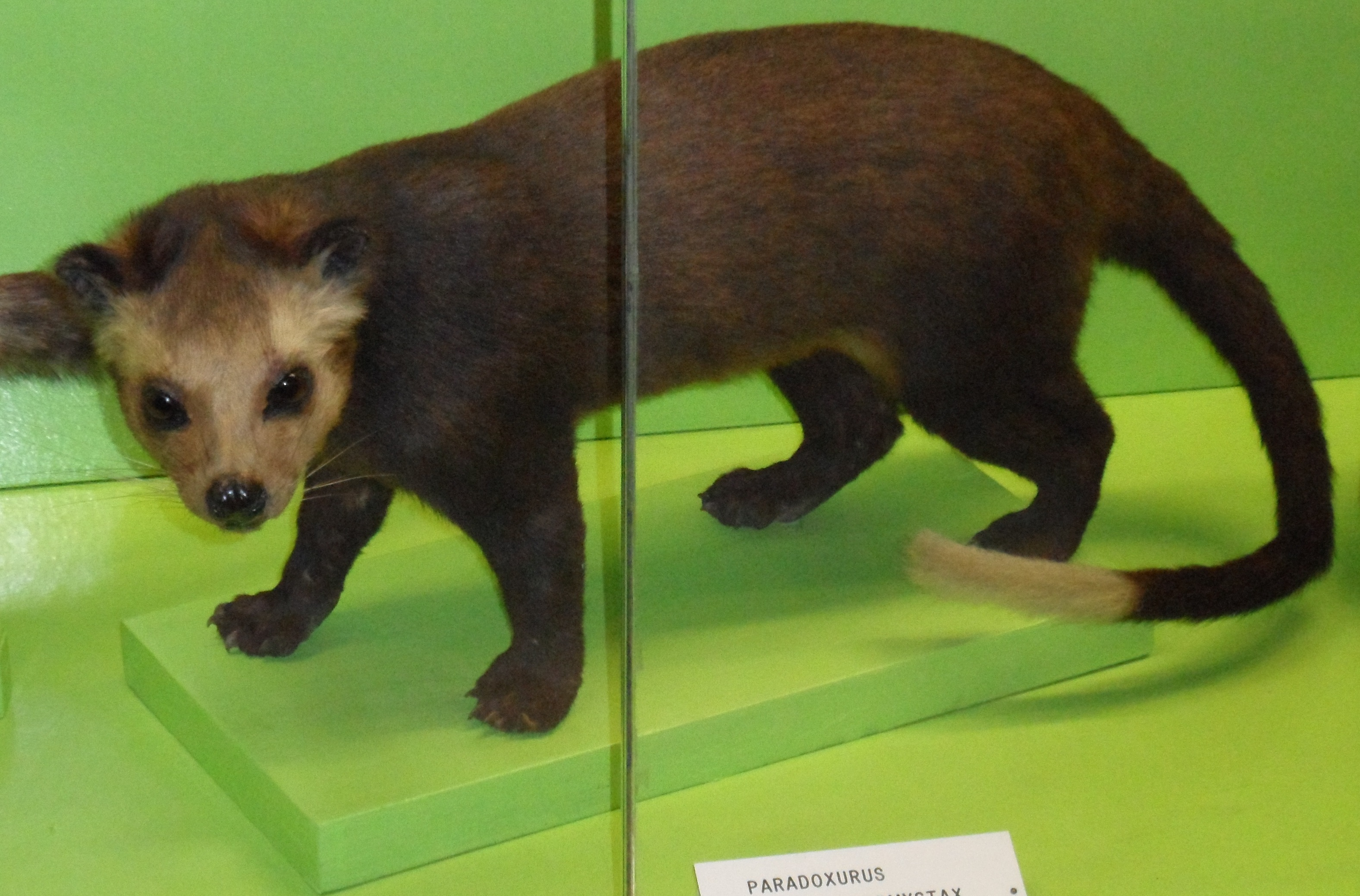
Paguma larvata leucomystax exposé au Musée d'histoire naturelle de Gênes.
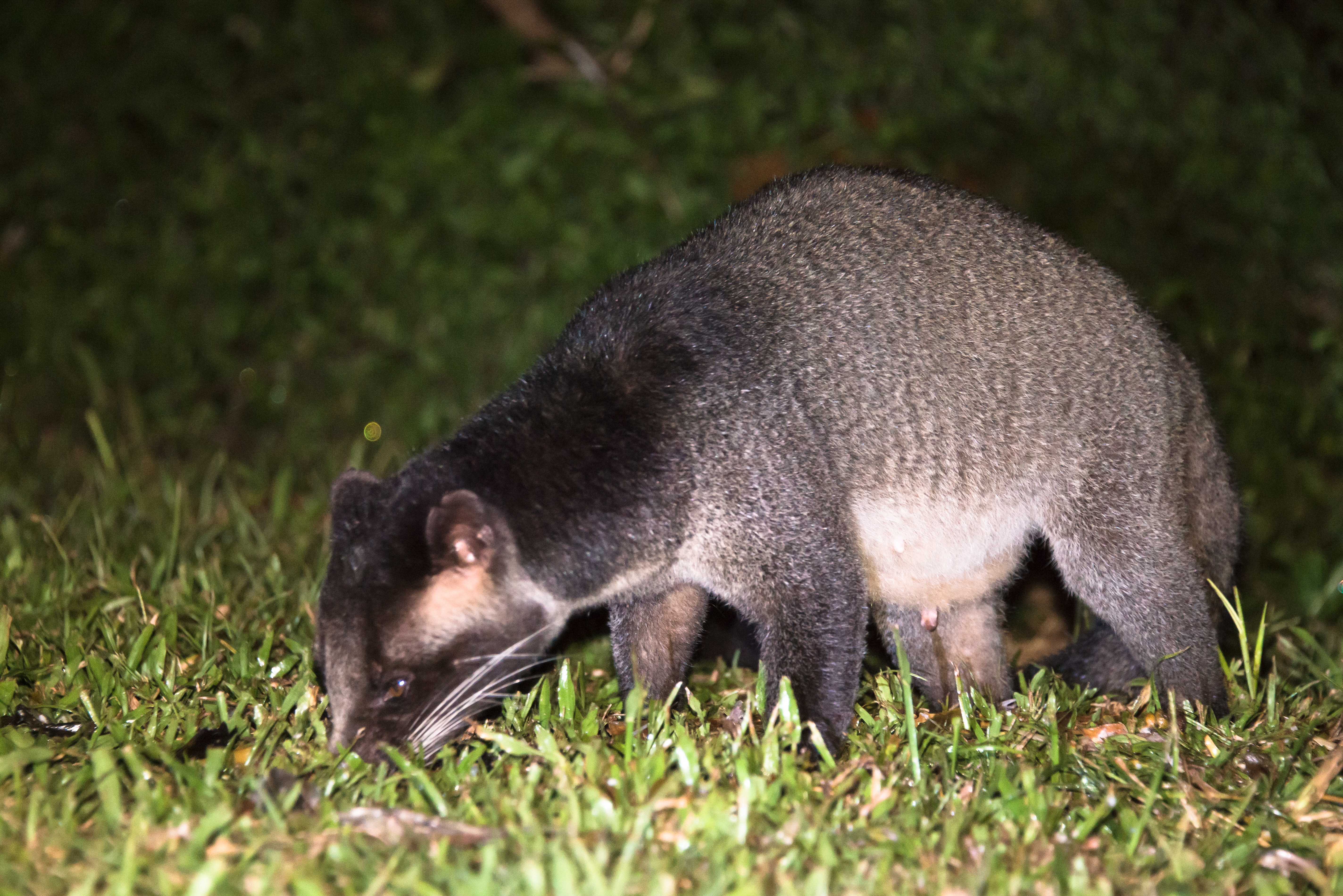
Au parc national de Kaeng Krachan

## Mode de vie

### Répartition et Habitat

#### Répartition

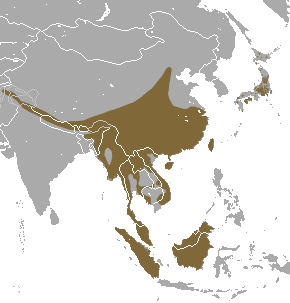
Carte de répartition de la civette masquée

La civette masquée est distribuée à travers une large zone géographique incluant le nord de l'Inde, notamment dans les régions adjacentes à Himalaya, ainsi que dans les îles Andaman et Nicobar. Elle est également présente en Asie du Sud-Est, couvrant des pays comme le Bangladesh, le Myanmar, la Thaïlande, la Malaisie péninsulaire, le Laos, le Cambodge, le Vietnam, et s'étend jusqu'en Chine méridionale. L'espèce a également été enregistrée à Bornéo, Sumatra, Taïwan, et a été introduite au Japon à partir de 1927, notamment depuis Taïwan. Des études génétiques indiquent que les populations au Japon sont le résultat de multiples introductions au fil des siècles, dont au moins deux proviennent de Taïwan.

#### Habitat
La civette masquée vit principalement dans les forêts tropicales et les maquis buissonnants. Elle est présente dans les forêts primaires et secondaires, ainsi que dans les zones allant jusqu'à 2 400 mètres à Sumatra, 2 500 mètres au Népal, et 2 700 mètres dans le nord-est de l'Inde. Elle peut être trouvée dans des forêts toujours  et des forêts décidues, et visite souvent des plantations et des jardins à la recherche de nourriture. Excellente grimpeuse, utilise des cavités dans les troncs d'arbres, mais peux également utiliser les terriers abandonnés par d'autres animaux pour se reposer.
Elle est également présente dans des habitats fragmentés, bien que sa densité y soit réduite. Elle est également capable de s'adapter à des habitats modifiés par l'homme : au Japon, elle vivent sous les infrastructures des maisons ou dans les greniers et se déplacent le long des fils électriques.

### Comportement

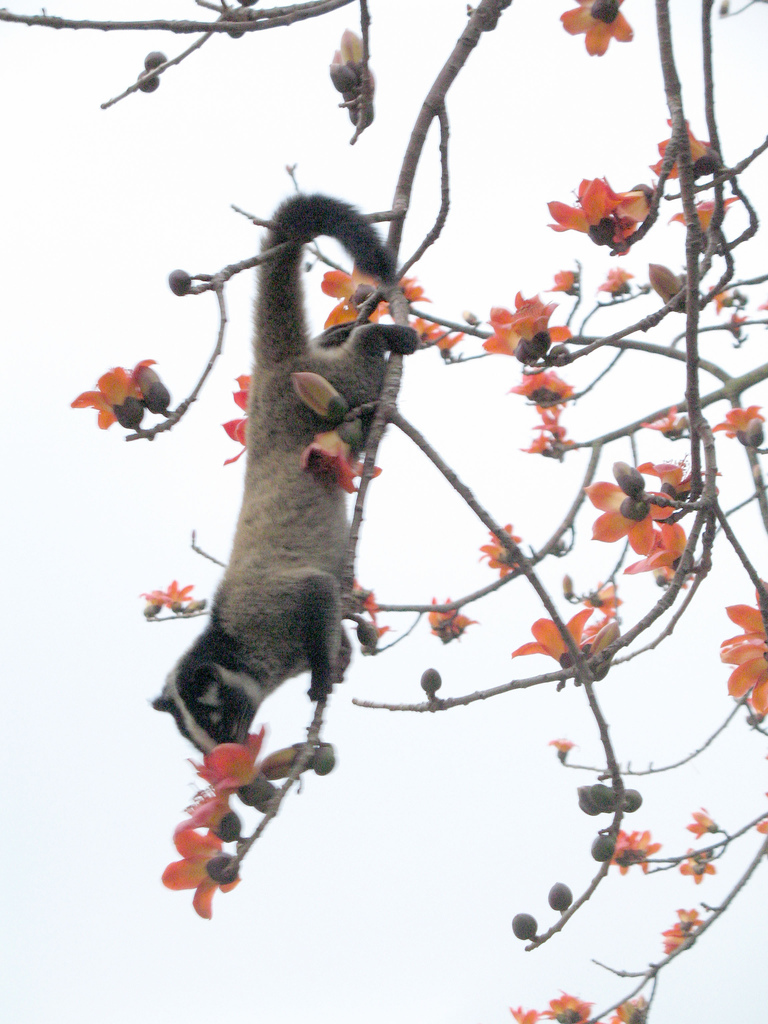
La civette masquée escalade les branches avec agilités.

#### Activité
La civette masquée est un animal solitaire, dont les mœurs sont principalement nocturnes : bien que son activité puisse se faire en plein jour, elle sort surtout de son nid au crépuscule,. Partiellement arboricole, elle cherche sa nourriture sur les arbres, mais chasse ses proies principalement au sol.

#### Régime alimentaire
La civette masquée a un régime alimentaire principalement carnivore : elle affectionne en premier lieu les petits vertébrés comme des oiseaux, de petits rongeurs comme des rats ou des écureuils, mais aussi des reptiles comme des lézards ou des serpents, ainsi que différentes espèces de batraciens et, dans des circonstances exceptionnelles, des poissons,. Elle comble son apport en protéines avec divers invertébrés comprenants arthropodes, vers et mollusques comme des escargots. Pour compléter son alimentation, elle se nourrit également de diverses essences végétales, comme des fleurs et des fruits, notamment les figues, les poires, les bananes, les mangues, les oranges et les kakis au Japon. Dans les cas où la nourriture manque, elle peut se rabattre sur de l’écorce d’arbre.

#### Concurrents et prédateurs
La civette masquée doit composer avec un certain nombre d’espèces lui faisant concurrence : au Japon, elle est souvent confrontée à d’autres mésocarnivores comme les blaireaux japonais et les renards roux.
Elle peut être prise pour cible par des prédateurs de moyennes à grande taille, différentes espèces de félins comme le léopard ou le tigre, mais aussi différents rapaces et gros reptiles.

## Cycle de vie

### Reproduction
La civette masquée connaît deux saisons de reproduction par an, généralement au début du printemps et à la fin de l'automne. Chaque portée peut comporter jusqu'à quatre petits, bien que le nombre puisse varier de 1 à 5 petits par portée. La période de gestation dure environ 2 à 3 mois (70-90 jours). La copulation chez les civettes masquées peut durer plus de 30 minutes, et après l'accouplement, les mâles laissent un bouchon de copulation dans le tractus vaginal de la femelle. Les jeunes civettes deviennent matures sexuellement après environ un an.

### Élevage des jeunes
Les jeunes civettes grandissent à la taille d'un adulte en environ trois mois. En captivité, les civettes masquées peuvent vivre jusqu'à 15 ans, avec un âge maximum enregistré de 24 ans. Les femelles jouent un rôle crucial dans l'élevage des jeunes, les protégeant et les nourrissant jusqu'à ce qu'ils deviennent indépendants. Les jeunes sont généralement élevés par la mère et deviennent indépendants après quelques mois, atteignant la maturité sexuelle à environ 3 mois.

## Relations avec l’homme

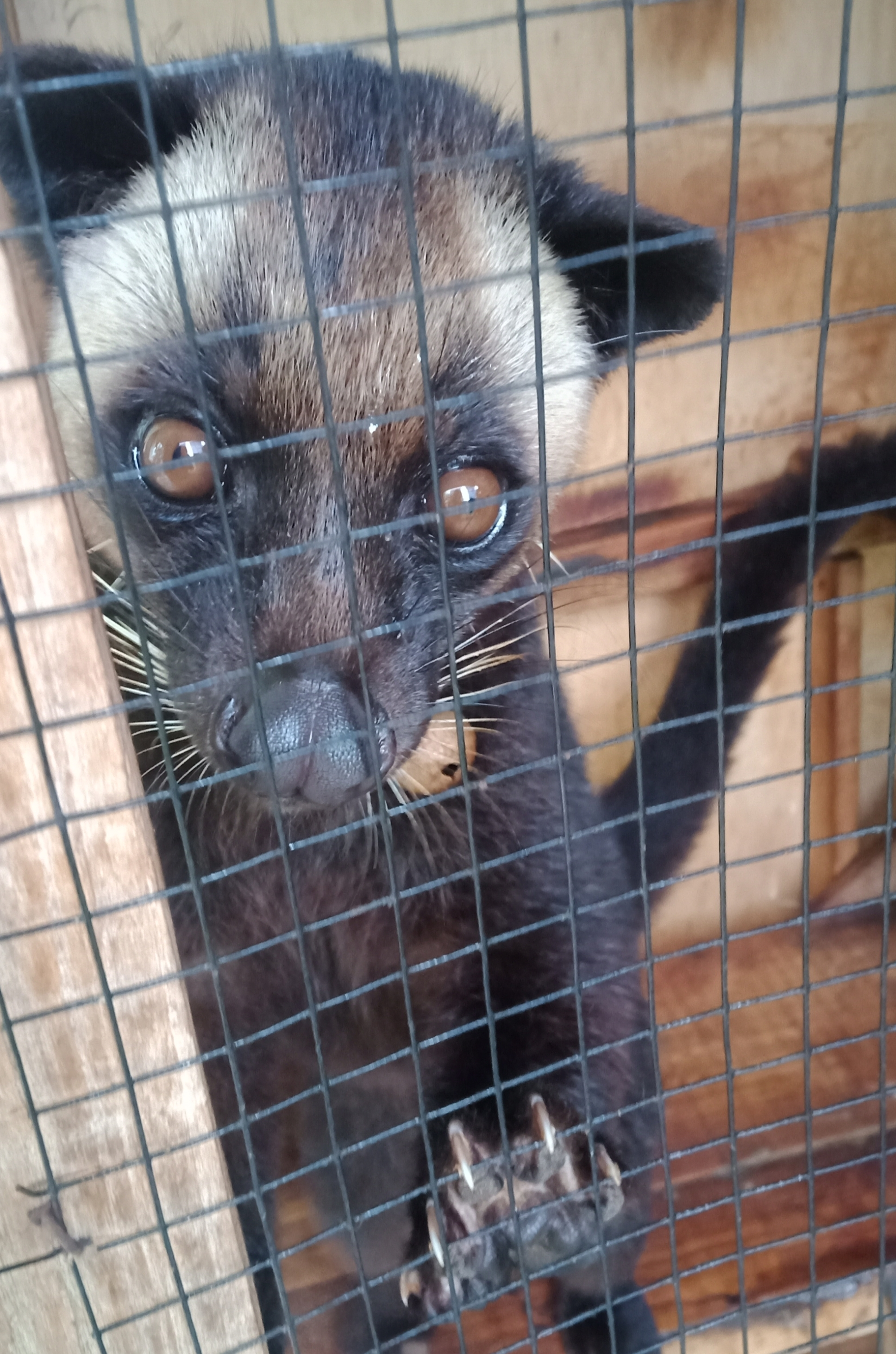
Une civette masquée en cage.

### Menaces et Conservation
La destruction continue de l'habitat et la chasse pour la viande de brousse sont les principales menaces pour la civette masquée. Elle est largement consommée par les populations du sud de la Chine et au Vietnam où elle peut m’être servie dans les restaurants. Ce faisant, ces animaux sont souvent victimes du trafic illégal pour répondre à la demande de viande dans ces pays.
C’est pourquoi, elle fait l’objet d’un projet de conservation notamment en Malaisie et en Chine, mais pas en Thaïlande et au Népal. La population en Inde est inscrite à l'annexe III de la CITES. En avril 2021, une centaine d’individus ont été confisquées par les autorités locales.

### En tant qu’espèces invasive au Japon
Au Japon, la civette masquée est parfois considérée comme un nuisible en raison des dégâts qu'elle cause aux cultures et aux fruits. Elle peut également causer des dommages aux habitations en y pénétrant et en y laissant des excréments malodorants. Elle est considérée comme une espèce chassable en vertu de la loi sur la protection et la chasse des oiseaux et des mammifères, cependant elle n'est pas désignée comme une espèce exotique comme le raton laveur par exemple. Bien que l’on sache que la plupart des individus proviennent d’une importation en provenance de Taïwan au cours du XXème siècle, une incertitude demeure quant à savoir si l’espèce est autochtone ou non. Les différentes « bêtes de la foudre » (雷獣, raijū) mentionnées ici et là dans le folklore japonais pourraient en faire être des civette masquée tombée des arbres, tétanisées par les orages.

### En tant que vecteur de zoonoses
La civette masquée a été au cœur de préoccupations majeures en matière de santé publique en raison de son rôle dans la transmission de maladies transmissibles à l’homme. En mai 2003, le virus du SARS (syndrome respiratoire aigu sévère) a été isolé chez plusieurs individus trouvés sur un marché de la faune sauvage dans le Guangdong, en Chine. Des preuves d'infection virale ont également été détectées chez d'autres animaux, comme le chien viverrin, et chez des personnes travaillant sur le même marché, ce qui a conduit à l'hypothèse selon laquelle l’espèce pourrait être un hôte intermédiaire du SARS-CoV. En 2006, des scientifiques du Centre chinois de contrôle et de prévention des maladies, de l'Université de Hong Kong, et du le centre chinois de contrôle et de prévention des maladies de Guangzhou ont établi un lien génétique direct entre le coronavirus du SARS apparaissant chez la civette et l’homme, confirmant les affirmations selon lesquelles la maladie avait une échelle de transmission interspécifique, bien que la civette masquée ne soit pas l'hôte naturel initial du virus, mais plutôt un hôte intermédiaire. Des études ultérieures ont montré que le virus du SARS provenait en réalité de la chauves-souris, la civette masquée étant un hôte intermédiaire, facilitant la transmission du virus à l’homme. Les marchés de la faune sauvage, où divers animaux sont vendus et consommés, ont été identifiés comme des zones favorables à la transmission de zoonoses, ce qui a conduit à la fermeture ou à la réglementation de ces marchés pour prévenir de futures épidémies.